# Генріх Баварський
Принц Ге́нріх Бава́рський (нім. Heinrich Prinz von Bayern; 24 червня 1884, Мюнхен, Німецька імперія — 8 листопада 1916, Арджеш, Румунське королівство) — німецький офіцер, майор Баварської армії (червень 1915). Кавалер лицарського хреста Військового ордена Максиміліана Йозефа.

## Біографія
Генріх був єдиним сином принца Арнульфа Баварського (1852—1907) та його дружини Терези, уродженої принцеси Ліхтенштейнської (1850—1938).
Принц виріс у Мюнхені, де одним із його вчителів був Гебгард Гіммлер, батько Генріха Гіммлера. Старший Гіммлер був затятим монархістом: коли в нього народився другий син, він попросив принца назвати дитину на його честь Генріхом. Принц також погодився стати хрещеним батьком Генріха Гіммлера.
У 17 років Генріх вступив до Баварської армії у званні лейтенанта. Спочатку він служив у королівському баварському піхотному лейб-полку, але пізніше був перепризначений у 1-й важкий кінний полк «Принц Карл Баварський».
Після початку Першої світової війни полк брав участь у бойових діях на Західному фронті, де принц Генріх дістав тяжке поранення. Після одужання він повернувся до свого піхотного полку. У той же час був призначений відповідальним за 3-й батальйон новоствореного Німецького Альпійського корпусу, дислокованого у Карнійських Альпах. Наприкінці 1916 року батальйон перевели в Румунію, де бився на перевалі Турну Рошу. Під час наступного німецького наступу на Монте-Сулі через Германштадт у Трансильванських Альпах 7 листопада 1916 року Генріха смертельно поранив румунський снайпер і наступного дня офіцер помер. Останніми словами принца були: «Noblesse oblige. Я не маю на увазі це щодо моєї сім'ї, а радше про свій обов'язок як офіцера».
Тіло Генріха перевезли до Мюнхена, де його поховали поряд з батьком у Театінеркірхе.

## Нагороди[3]
- Орден Святого Губерта
- Орден Чорного орла
- Орден Червоного орла, великий хрест
- Орден дому Саксен-Ернестіне, великий хрест
- Орден Христа, великий хрест (Португальське королівство)
- Орден Карлоса III, великий хрест (Іспанія)
- Орден Монтеси, лицар-початківець (Іспанія)
- Медаль принца-регента Луїтпольда
- Залізний хрест
  - 2-го класу
  - 1-го класу (червень 1916)
- Військовий орден Максиміліана Йозефа, лицарський хрест (6 березня 1917, посмертно)